# Кайседония
Кайседония (исп. Caicedonia) — город и муниципалитет на западе Колумбии, на территории департамента Валье-дель-Каука. Входит в состав Восточного субрегиона.

## История
Поселение, из которого позднее вырос город, было основано в 1910 году. Муниципалитет Кайседония был выделен в отдельную административную единицу в 1923 году.

## Географическое положение
Город расположен в северо-восточной части департамента, в гористой местности Западной Кордильеры, на расстоянии приблизительно 117 километров к северо-востоку от города Кали, административного центра департамента. Абсолютная высота — 1165 метров над уровнем моря.
Муниципалитет Кайседония граничит на западе и юге с территорией муниципалитета Севилья, на севере и востоке — с территорией департамента Киндио. Площадь муниципалитета составляет 169,62 км².

## Население
По данным Национального административного департамента статистики Колумбии, совокупная численность населения города и муниципалитета в 2015 году составляла 29 824 человека.
Динамика численности населения муниципалитета по годам:
| 2005   | 2006   | 2007   | 2008   | 2009   | 2010   | 2011   | 2012   | 2013   | 2014   | 2015   |
| ------ | ------ | ------ | ------ | ------ | ------ | ------ | ------ | ------ | ------ | ------ |
| 30 947 | 30 764 | 30 652 | 30 542 | 30 434 | 30 340 | 30 231 | 30 127 | 30 032 | 29 928 | 29 824 |

Согласно данным переписи 2005 года мужчины составляли 50,6 % от населения Кайседонии, женщины — соответственно 49,4 %. В расовом отношении белые и метисы составляли 98 % от населения города; негры, мулаты и райсальцы — 1,9 %; индейцы — 0,1 %.
Уровень грамотности среди всего населения составлял 88,6 %.

## Экономика
55,2 % от общего числа городских и муниципальных предприятий составляют предприятия торговой сферы, 33,6 % — предприятия сферы обслуживания, 10,5 % — промышленные предприятия, 0,7 % — предприятия иных отраслей экономики.